# وادي الفرس (صحار)
وادي الفرس منطقة سكنية تقع في ولاية صحار، التابعة لمحافظة شمال الباطنة في سلطنة عمان. يقدر عدد سكانها بـ 30 نسمة حسب إحصاء عام 2010 التابع للمركز الوطني للإحصاء والمعلومات الحكومي. رمز المنطقة هو 60130381
هي منطقة جميلة في فصل الشتاء وتجري فيها بعض الاودية عند نزول الأمطار بشكل جيد وكما يوجد النباتات الصحراوية والحيوانات مثل الابل .

## الوصلات الخارجية
- المركز الوطني للإحصاء والمعلومات، سلطنة عمان